# Nasa pongalamesa
Nasa pongalamesa är en brännreveväxtart som beskrevs av Weigend. Nasa pongalamesa ingår i släktet färgkronor, och familjen brännreveväxter. Inga underarter finns listade i Catalogue of Life.